# David Kaufman
David Kaufman (Saint Louis (Missouri), 23 juli 1961) is een Amerikaans acteur en stemacteur.

## Biografie
Kaufman heeft gestudeerd aan de UCLA in Los Angeles in theaterwetenschap.
Kaufman begon al op jonge leeftijd met acteren, op de kleuterschool kreeg hij een rol in een toneelstuk en toen besloot hij om acteur te worden. hij begon in 1982 met acteren voor televisie in de televisieserie Gimme a Break!, waarna hij nog meerdere rollen gespeeld heeft in televisieseries en films.
Kaufman is in 1990 getrouwd en heeft hieruit een dochter en een zoon, hij woont met zijn gezin in Los Angeles.

## Filmografie

### Films
Uitgezonderd korte films.
- 2008 Prom Night – als zakenman
- 2006 Red Riding Hood – als vader van Hunter
- 2002 Role of a Lifetime – als Chick Desmond
- 2001 Pearl Harbor – als jonge nerveuze dokter
- 2000 Intrepid – als Max Dennis
- 1998 Enchanted – als Allen Stinner
- 1993 Invisible: The Chronicles of Benjamin Knight – als Ryder
- 1991 Rewrite for Murder – als Todd
- 1991 The Last Prostitute – als Bert
- 1989 Fear Stalk – als Danny
- 1989 Your Mothers Wears Combat Boots – als James Michael Andersen
- 1988 A Father's Homecomming – als Roger
- 1987 Kids Like These – als Richie
- 1986 Mission Kill – als Glenn
- 1985 Kids Don't Tell – als Kenny
- 1983 The Day After – als jongen in schuur

### Animatiefilms (stem)
- 2012 Superman vs. The Elite – als Jimmy Olsen
- 2012 Justice League: Doom – als Jimmy Olsen
- 2011 Green Lantern: Emerald Knights – als Rubyn
- 2006 Superman: Brainiac Attacks – als Jimmy Olson
- 1998 Alien Abduction: Incident in Lake County – als Tommy McPherson
- 1996 Superman: The Last Son of Krypton – als Jimmy Olson

### Televisieseries
Uitgezonderd eenmalige gastrollen.
- 2011-2012 The Mentalist – als Gary Wineman – 2 afl.
- 2004 ER – als Nick Dunn – 2 afl.
- 2002 Presido Med – als Norman Drum – 7 afl.
- 2001 Citizen Baines – als Charles Newton – 2 afl.
- 1995 Dweebs – als Morley – 10 afl.
- 1984-1986 Down to Earth – als Duane Preston – 14 afl.
- 1986 The Redd Foxx Show – als Larry Cheeseman – 2 afl.

### Animatieseries (stem)
Uitgezonderd eenmalige gastrollen.
- 2015-2018 Goldie and Bear - als Brix / Beanstalk Jack / Jack - 17 afl.
- 2013-2016 Doc McStuffins - als Sproingo Boingo / Orville - 3 afl.
- 2004-2007 Danny Phantom – als diverse stemmen – 53 afl.
- 2005-2006 The Buzz on Maggie – als Aldrin – 18 afl.
- 2003-2006 Stuart Little: The Animated Series – als Stuart Little – 13 afl.
- 1996-2000 Superman: The Animated Series – als Jimmy Olson – 26 afl.
- 1995-1996 Freakazoid! – als Drexter Douglas – 8 afl.
- 1991-1992 Back to the Future: The Animated Series – als Martin Seamus McFly – 26 afl.

### Computerspellen
- 2023 Nickelodeon All-Star Brawl 2 - als Danny Phantom
- 2022 Nickelodeon Kart Racers 3: Slime Speedway - als Danny Phantom
- 2022 Nickelodeon Extreme Tennis - als Danny Phantom
- 2021 Nickelodeon All-Star Brawl - als Danny Phantom
- 2017 Horizon Zero Dawn - als stem
- 2014 Broken Age – als Marek
- 2012 Halo 4 – als stem
- 2009 Marvel: Ultimate Alliance 2 – als Human Torch
- 2008 SpongeBob Squarepants featuring Nicktoons: Globs of Doom – als Danny Phantom
- 2007 Nicktoons: Attack of the Toybots – als Danny Phantom
- 2006 Nicktoons: Battle for Volcano Island – als Danny Phnatom
- 2005 Ultimate Spider-Man – als Johnny Storm / Human Torch
- 2005 EverQuest II: Desert of Flames – als stem
- 2005 Nicktoons Unite – als Danny Phantom
- 2004 Nicktoons Movin' Eye Toy – als Danny Phantom
- 2002 Hot Wheels: Velocity X – als Max Justice
- 2002 Superman: Shadow of Apokolips – als Jimmy Olson
- 1998 Superman – als Jimmy Olson
- 1998 Batman & Robin – als stem

- Library of Congress Control Number: no2011153339
- Virtual International Authority File: 187520362
- WorldCat: E39PBJcGjxThMwCT48qKPkc773